# キャラウェイ郡 (ミズーリ州)
キャラウェイ郡（英: Callaway County）は、アメリカ合衆国ミズーリ州の郡である。人口は4万4283人（2020年）。郡庁所在地はフルトンである。州都ジェファーソンシティの一部が郡内に入っている。フランクリン郡は1820年11月25日に組織化され、郡名はダニエル・ブーンの孫であるジェイムズ・キャラウェイに因んで名付けられた。キャラウェイは1815年にインディアンと戦っているときに殺された。南北戦争のときに、住民が北軍と対峙する事件があった後、キャラウェイ郡は「キャラウェイの王国」と呼ばれるようにもなった。
キャラウェイ郡はジェファーソンシティ都市圏に属している。
ホルツ・サミットにサミットレイク・ワイン醸造所が設立され、ミズーリ川沿いのミズーリ・ラインランドと結びつくようになった。ブドウ園とワイン醸造所は19世紀にドイツ人移民が入った地域で最初に造られた。1960年代以降、州全体でワイン作りが復活してきた。

## 歴史
ミズーリ川の北岸に位置するキャラウェイ郡は、主にケンタッキー州、テネシー州、バージニア州といったアップランドサウスと呼ばれる地域から移住してきた開拓者が入った。彼等は奴隷と共にその制度をこの地域に持ち込み、直ぐにテネシー州中部やケンタッキー州で栽培していた麻やタバコの栽培を始めた。州の中央部、ミズーリ川の南北両岸に南部人が多く入った開拓地の一つである。その文化や伝統を持ち込んだのでリトル・ディキシーと呼ばれるようになり、キャラウェイ郡はその中心だった。1860年の人口の内、25％以上が奴隷であり、州内の他地域よりも高い比率だった。南北戦争のとき、郡民は概して南軍を支持した。
ミズーリ川流域に入った開拓者としてドイツ人移民がおり、地域に強力なワイン産業を興し、ドイツの影響を残す建築物のある町を造った。禁酒法が始まるまで、ミズーリ州はワインの大生産地だった。1960年代以降、ホルツ・サミットのサミットレイク・ワイン醸造所など、多くのブドウ園やワイン醸造所が復活した。キャラウェイ郡はミズーリ・ラインランドに属しており、ミズーリ川の両岸にセントチャールズ郡からキャラウェイ郡まで広がるブドウ栽培地域になっている。

## 地理
アメリカ合衆国国勢調査局に拠れば、郡域全面積は847.34平方マイル (2,193.8 km2)であり、このうち陸地838.84平方マイル (2,172.6 km2)、水域は8.19平方マイル (21.2 km2)で水域率は0.97％である。
キャラウェイ郡はプレーリーから岩の多いオザーク高原へ移行する境目にある。郡北部は比較的平坦で、大きな森林地は無い。南側郡境はミズーリ川であり、大きな丘陵や谷に森林が茂っている。西側境界の南半分はシーダー・クリークである。

### 主要高規格道路
- 州間高速道路70号線
- アメリカ国道40号線
- アメリカ国道54号線
- アメリカ国道63号線
- ミズーリ州道94号線

### 隣接する郡
- アウドレイン郡 - 北
- モンゴメリー郡 - 東
- オーセージ郡 - 南
- コール郡 - 南西
- ブーン郡 - 西
- ガスコネイド郡 - 南東（ミズーリ川の1点のみ）

### 国立保護地域
- ビッグマディ国立魚類野生生物保護区（部分）
- マーク・トウェイン国立の森（部分）

## 人口動態
以下は2000年の国勢調査による人口統計データである。
| 基礎データ - 人口: 40,766人 - 世帯数: 14,416 世帯 - 家族数: 10,336 家族 - 人口密度: 19人/km2（49人/mi2） - 住居数: 16,167軒 - 住居密度: 7軒/km2（19軒/mi2） 人種別人口構成 - 白人: 91.79% - アフリカン・アメリカン: 5.66% - ネイティブ・アメリカン: 0.52% - アジア人: 0.52% - 太平洋諸島系: 0.01% - その他の人種: 0.30% - 混血: 1.21% - ヒスパニック・ラテン系: 0.92% 先祖による構成 - ドイツ系：29.9％ - アメリカ人：22.0％ - アイルランド系：9.1％ - イギリス系：9.1％ 年齢別人口構成 - 18歳未満: 25.4% - 18-24歳: 11.1% - 25-44歳: 31.0% - 45-64歳: 21.5% - 65歳以上: 11.0% - 年齢の中央値: 35歳 - 性比（女性100人あたり男性の人口） - 総人口: 107.6 - 18歳以上: 108.9 | 世帯と家族（対世帯数） - 18歳未満の子供がいる: 35.8% - 結婚・同居している夫婦: 57.1% - 未婚・離婚・死別女性が世帯主: 10.4% - 非家族世帯: 28.3% - 単身世帯: 23.0% - 65歳以上の老人1人暮らし: 8.8% - 平均構成人数 - 世帯: 2.56人 - 家族: 3.00人 収入と家計 - 収入の中央値 - 世帯: 39,110米ドル - 家族: 44,474米ドル - 性別 - 男性: 29,574米ドル - 女性: 22,317米ドル - 人口1人あたり収入: 17,005米ドル - 貧困線以下 - 対人口: 8.5% - 対家族数: 6.0% - 18歳未満: 10.3% - 65歳以上: 8.3% |

## 都市と町
| - オーバス - シーダーシティ - フルトン - 郡庁所在地 | - ホルツサミット - ジェファーソンシティ - キングダムシティ | - レイクマイキータウン - モケイン - ニューブルームフィールド | - ポートランド - テベッツ - ウィリアムズバーグ |

### 郡区と法人化地域
キャラウェイ郡は18の郡区とフルトン市に分割されている。その他にリッジウッドビレッジのような自治制法人化地域も郡内に入っている。

## キャラウェイ原子力発電所
郡内にはキャラウェイ原子力発電所がある。

## 教育
郡内の高等教育機関としては、次のものがある
- ウェストミンスター・カレッジ、フルトン市、私立4年制長老派教会の大学[6]
- ウィリアム・ウッズ大学、フルトン市、私立4年制クリスチャンチャーチの大学[7]

## 政治

### 地方
キャラウェイ郡の地方レベルでは民主党が大半の政治を支配しており、郡の選挙で選ばれる役職は半分以上を独占している。

### 国政

#### 2008年大統領予備選挙
2008年の大統領予備選挙で、キャラウェイ郡は二大政党の候補者をどちらも州全体と全国で二位に終わった者を選んだ。民主党の予備選挙ではヒラリー・クリントンが1位となり、さらに共和党予備選挙で各候補に投じられた票数よりも多かった。